# هندسة الخزف

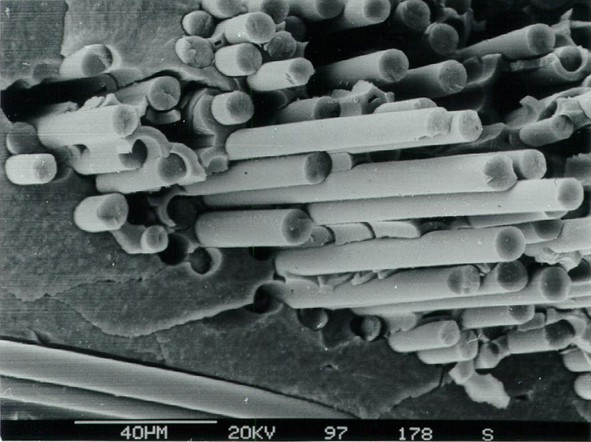
Fracture surface of a fiber-reinforced ceramic composed of SiC fibers and SiC matrix. The fiber pull-out mechanism shown is the key to CMC properties.

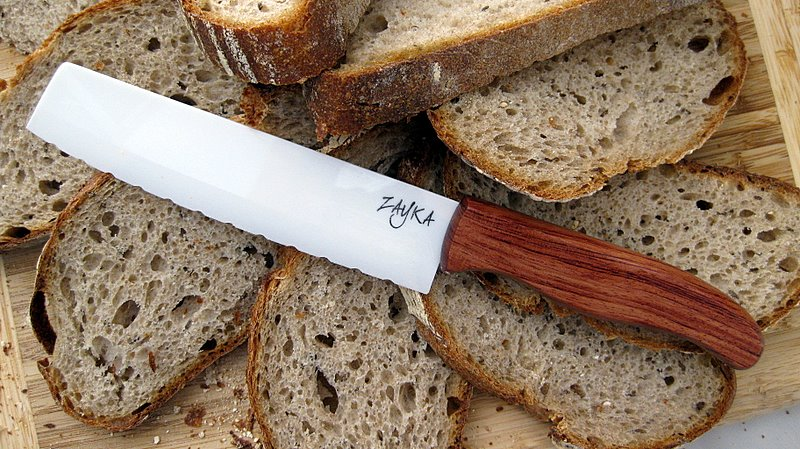
سكين من الخزف

الخزف أو السِّرَميك أو (نقحرة: سيراميك) مادة غير عضوية وغير معدنية حضرت بواسطة الحرارة والتبريد اللاحق. المواد الخزفية ممكن أن تحتوي علي تكوين بلوري أو شبه بلوري. الخزف الزجاجي ممكن أن يكون غير متبلور في التكوين أو بلوري التكوين. يتكون الخزف إما من كتلة منصهرة والتي تتحول لصلب عند التبريد (تتشكل وتتكون تحت تأثير الحرارة), أو يصنع كيميائيا في درجات حرارة منخفضة.
هندسة الخزف أو هندسة السِّرَميك Ceramic Engineering هي تقانة صناعة منتجات من مواد غير عضوية، وغير معدنية واستخدام المواد الخزفية أو الخزفية. ويتم هذا عن طريق الحرارة أو في درجات حرارة أقل باستخدام عمليات الترسيب من محلولات كيميائية عالية النقاء. وتستفيد العديد من التطبيقات الهندسية من خصائص الخزف كمادة. الخواص الخاصة للمواد الخزفية تجعلها تصلح في العديد من التطبيقات في الهندسة الكهربية، الهندسة الميكانيكية، والهندسة الكيميائية. نظرا لأن المواد الخزفية عازلة للحرارة، يمكن استخدامها في العديد من المهام التي يفشل فيها المعادن والبوليمرات. فالخزف يتميز بمقاومته للحرارة، يمكن استخدامه في حيث لا يمكن استخدام الفلزات أو الپوليمرات. ويمتاز الخزف بإمكانية تشكله إلى أشكال عديدة مثل المربع والمستطيل والمعبن
علم الخزف يختص بدراسة خواص جميع المواد الصلبة الغير عضوي (Inorganic) ما عدا المعادن والسبائك والتي نحصل عليها كمنتجات في درجات حرارية عالية لاستخدامها في تطبيقات مختلفة. يشمل الخزف المواد المعدنية (Mineral Materials) اللاعضوية المكونة للصخور والأطيان وتكون على شكل اكاسيد. تصنع المنتجات الخزفية بطريقة تقانة المساحيق (Powder Technology) لذلك تصنيع المواد الخزفية يبدأ من مساحيقها وليس من منصهراتها لان الحصول على منصهر من مادة سيراميكية صعب جدًا وذلك لارتفاع درجة حرارة انصهار المواد الخزفية (أكثر من oC 2000 في أكثر الأحيان) ولصعوبة احتواء المنصهر الخزفي في قالب درجة حرارة انصهاره محدودة.

## تاريخ الخزف
كلمة «سيراميك» مستوحاة من الكلمة الجريكية (κεραμικός) (keramikos) ومعناها الفخار.
هندسة الخزف مثل العديد من العلوم نشأت وتطورت من علم جديد ومفهوم جديد طبقا للعلم الحديث. يتم جمع علم هندسة الخزف مع علم المواد حتى يومنا هذا.

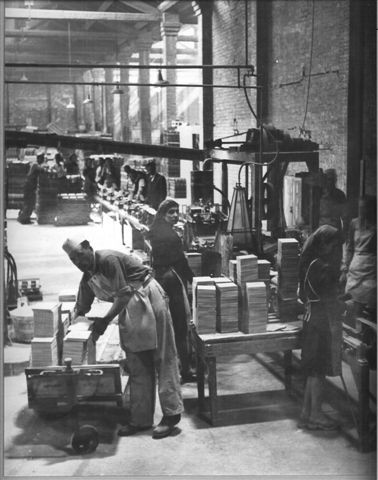
Leo Morandi's tile glazing line (circa 1945)

ابراهام داربي قام أولا باستخدام الكوك في شروب شاير، إنجلترا عام 1709، وذلك لتحسين إنتاج عملية الصهر. ويتم الآن استخدام الكوك بكثرة من أجل تصنيع كربيدات الخزف. صانع الفخار جوسياه ويدجوود قام بفتح أول مصنع حديث في ستوك أون ترنت بإنجلترا عام 1759. الكيميائي الأسترالي كارل جوزيف باير والذي كان يعمل في صناعة المنسوجات في روسيا قام بتحديث طريقة لاستخراج الألومينا من خام البوكسايت عام 1880. لا تزال عملية باير تستخدم حتى الآن لاستخراج الألومينا لصناعة الخزف والألمونيوم. اكتشف الاخوة بيير كوري وجاك الكهربائية الضغطية في روشيل ملح حوالي عام 1880. الكهربائية الضغطية هي واحدة من الخصائص الرئيسية لelectroceramics.
إي جي اتشيسون قام بتسخين خليط من الكوك والطمي عام 1839 واكتشف الكاربوراندام أو كاربيد السيليكون الصناعي.هنري مواسان أيضا قام بتصنيع كاربيدات السيليكون وكاربيدات التنجستن وذلك عن طريق فرن القوس الكهربائي في باريس وذلك في نفس الوقت مثل أتشيسون. كارل سشروتر استخدم التلبيد في مرحلة السائل من أجل ربط جسيمات كاربيدات التنجستن لمواسون مع الكوبالت عام 1923 في ألمانيا.الحدود القاطعة المصنوعة من الكاربيدات (المربوطة معدنيا) ترفع إلى حد عالي متانة الصلب المقصف في أدوات القطع. والتر نرنست قام بتحديث الزيركونيا ذات بنية مكعبية في العشرينات من القرن العشرين في برلين.هذه المادة تستخدم كمستشعر للأكسجين في نظم إخراج العوادم. الموانع الأساسية لاستخدام الخزف في الصناعات الهندسية هي قصافتها العالية.

## تاريخ الخزف في الحربية
الحاجات العسكرية أثناء الحرب العالمية الثانية شجعت وبصورة كبيرة التطورات التكنولوجية، مما خلق حاجة كبيرة لصناعة مواد ذات أداء عالي وهذا ساعد علي تسريع التطور في علم وهندسة الخزف. في خلال الستينات والسبعينات من القرن العشرين، تم تطوير أنواع جديدة كرد فعل للتطور في الطاقة الذرية والإلكترونيات والاتصالات والسفر عبر الفضاء.اكتشاف الموصلات الفائقة الخزفية عام 1986 حفز إجراء بحوث مكثفة من أجل تطوير أجزاء سيراميكية ذات توصيل فائق، من أجل الأجهزة الإلكترونية، المحركات الكهربية، ومعدات التوصيل.
هناك احتياج متزايد في القطاع العسكري لمواد ذات صلابة عالية ومتينة وتسمح بمرور الضوء حول المرئية (0.4–0.7 micrometers) ومنتصف تحت الحمراء (1–5 micrometers) في مناطق الطيف. هذه المواد يتم احتياجها من أجل تطبيقات تحتاج درع خفي. الدرع الخفي هو عبارة عن مادة أو نظام كامل من المواد تم تصنيعها لتكون شفافة ضوئيا وفي نفس الوقت تحمي من التهشم وصدمات القذائف.المستلزمات الأساسية في الدرع الشفاف ليست فقط هزيمة الخطر ولكن أيضا أن تمنح قدرة علي الضرب المتعدد مع ضمان أقل تشويه للمناطق المحيطة. نافذات الدروع الشفافة يجب أن تكون أيضا متماشية مع معدات الرؤية الليلية. يتم البحث عن مواد جديدة ذات سمك أقل ووزن أٌقل وتمنح قدرة قتالية عالية. هذه المواد وجدت مجال واسع من التطبيقات في مجال الكهروضوئية مثل: الألياف البصرية لنقل الموجات الضوئية الموجه، مفاتيح بصرية، مكبرات ليزرية وعدسات، ومواد نافذات ضوئية لاليزر الغازي وأجهزة بحث موجات ما تحت الحمراء لتوجيه نظم توجيه الصواريخ والرؤية الليلية.

## تركيب الخزف
تركيب الخزف هو أكثر تعقيدا من التركيب المعدنى، الخزف عادة ما يُعرف إنه مادة صلبة غير معدنية وغير عضوية وكما انه يُحضر من مواد مسحوقة، ويتم تشكلها باستخدام الحرارة، أو في درجات حرارة منخفضة باستخدام تفاعلات الترسيب من المحاليل الكيميائية عالية النقاوة.
الخزف يتكون على الأقل من عنصرين أو أكثر، الروابط الذرية لمواد الخزف تتراوح ما بين الروابط التساهمية والروابط الايونية وبعض أنواع الخزف يجمع ما بين النوعين من الروابط، وتكون أكثر قوة من الروابط الذرية الموجودة في المواد المعدنية، وهذا يفسر كون الخزف يتمتع بالخصائص التالية: قوة صلادة عالية ومقاومة عالية للضغط والجمود الكيميائى.
وأيضاً قوة الروابط بين الذرات هي التي تسمح بوجود خصائص قليلة الأنجذاب مثل قلة الليونة (غير مطيلة) وقلة مقاومة الشد بالأضافة إلى أن غياب الألكترونات الحرة هو المسئول عن جعل معظم أنواع الخزف ضعيفة التوصيل الكهربى وأيضاً التوصيل الحرارى.
مع ذلك، يجب أن نلاحظ ان التركيبات البلورية للسيراميك كثيرة ومتنوعة وينتج من ذلك مجموعة واسعة جداً من الخصائص. مثلا بينما الخزف يُعتبر من العوازل الحرارية والكهربية، اكسيد الخزف (يعتمد على Y-Ba-Cu-O) هو أساس التوصيل الحرارى الفائق. الماس وكربيد السيليكون لديهم موصلية حرارية أعلى من الألومنيوم أوالنحاس. التحكم في البنية الجهرية يُمكن التغلب على الصلابة للتمكن من إنتاج زنبركات الخزف، ومركبات الخزف التي تنتج عن طريق التغلب على الصلابة هي نصف الكمية المُنتجة من الصلب.وأيضاً التركيبات الذرية غالباً ما تكون قليلة التماثل مما يعطى بعض الخصائص الكهروميكانيكية للسيراميك مثل الكهرباية الضغطية والتي تستخدم في أجهزة الاستشعار ومحولات الطاقة.
تركيب معظم أنواع الخزف يختلف من البسيط نسبياً إلى المعقد جداً.البنية المجهرية يمكن ان تكون بالكامل زجاجية أو بلورية تماماً، أو تكون مزيج ما بين الزجاج والبلور وفي هذه الحالة عادة يحيط بالطور الزجاجى بلورات صغيرة تربطهم بعضهم ببعض، المركبات الأساسية للسيراميك الهندسي هي الأكاسيد والنيتريدات والكربيدات.

## أكسدة المعادن الموجهة
أكسدة المعادن الموجهة هي إحدى تقنيات إنتاج المواد الخزفية المتقدمة، تعتمد على إجراء التفاعل بين طور غازي وآخر في الطور السائل (معدن منصهر). تعتبر طرق التصنيع المشتملة على التفاعل بين غاز وسائل غير عمليّة لإنتاج الأجسام الخزفية لأنّ منتَج التفاعل عادة ما يشكل طلاء صلباً واقياً مما يؤدي إلى فصل الأطوار المتفاعلة وبالتالي وقف التفاعل.
قامت شركة Lanxide Corporation بتطوير طريقة جديدة باستخدام الأكسدة الموجهة للمعدن المصهور بواسطة غاز وذلك بغرض إنتاج مواد كتيمة أو مسامية بالإضافة إلى المواد المؤلفة. تتم أكسدة المعدن المصهور (سبيكة ألمنيوم مثلاً) بواسطة غاز (الهواء مثلاً). إذا كانت درجة الحرارة بين 900-1350 C وسبيكة الألمنيوم تحتوي على نسبة ضئيلة من المغنيزيوم Mg وعنصر من مجموعة IVA (مثلاً Si, Ge, Sn, Pb) فإن طلاء الأكسيد لن يكون واقياً. وبدلاً عن ذلك فإن الطلاء سيحتوي على مسامات صغيرة والتي من خلالها سيصعد المعدن المصهور إلى سطح الغشاء المتشكل وبالتالي فإن عملية الأكسدة ستبقى مستمرّة. بقدر ما يكون غاز الأكسدة والمعدن المصهور متوفّرين لاستمرار العملية مع الحفاظ على درجة الحرارة بقدر ما يستمر منتج التفاعل بالازدياد بمعدل عدة سنتيمترات في اليوم حتى الوصول إلى السماكة المطلوبة. تتألف المادة الناتجة بهذه الطريقة من طورين: ناتج الأكسدة (مثلاً Al2O3)، والذي يكون مستمراً ومتصلاً بينيّاً، والمعدن المتفاعل (سبيكة الألمنيوم). تعتمد كمية المعدن غير المتفاعلة (5-30% من الحجم) على مواد البدء ومتغيرات العملية (درجة الحرارة على سبيل المثال).

## تصنيف المواد الخزفية
يمكن تصنيف الخزف إلى نوعين:

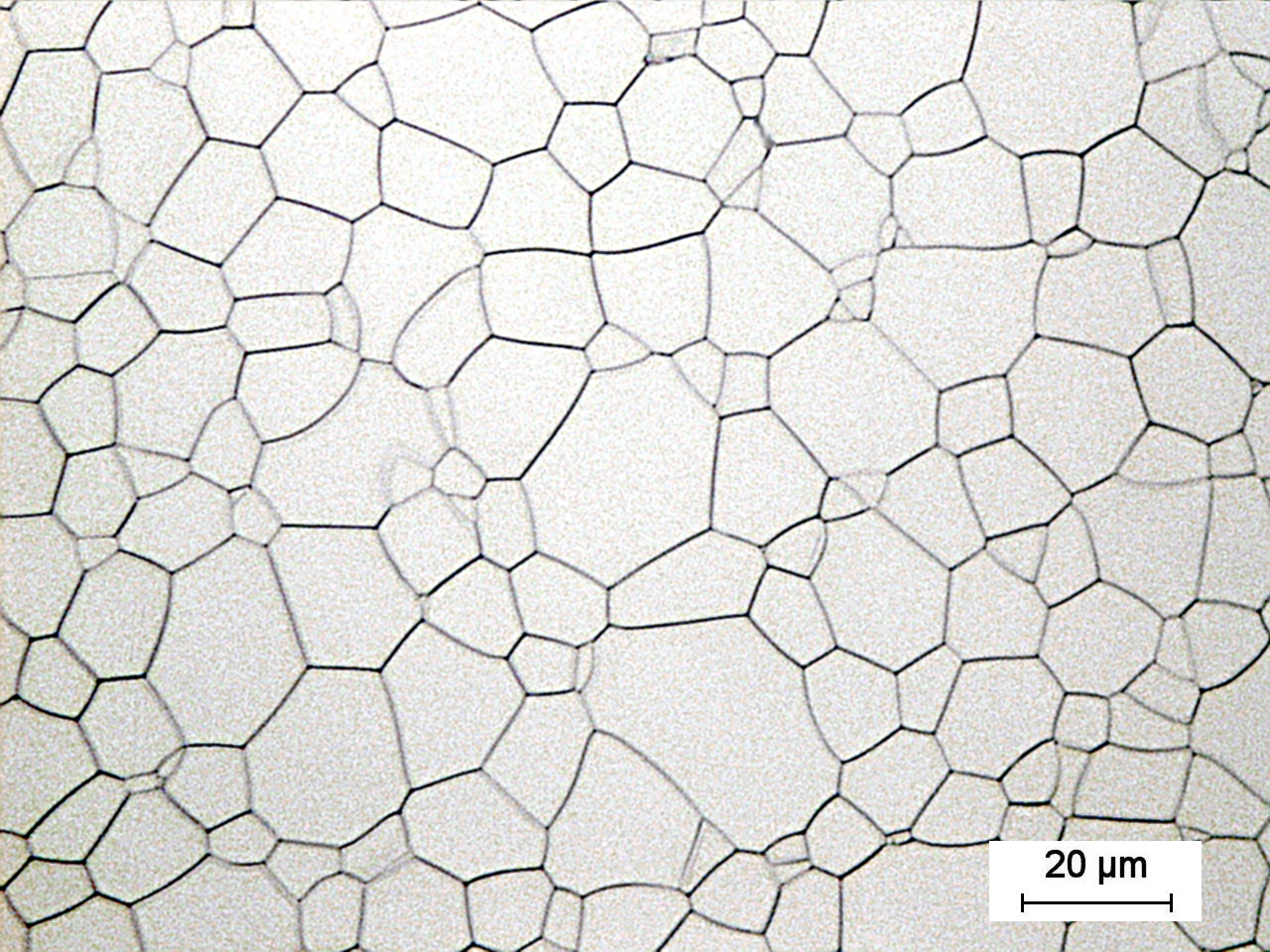
Transparent optical ceramic - Zoom x50 - CILAS

1.الخزف التقليدي (traditional ceramics): يمثل المنتجات الخزفية المحتوية علي الأطيان (clays) بحيث تكون نسبة الأطيان فيها من 20% ألي 100% ويصطلح عليه أحيانا بالمصطلحات التالية:
- الفخار: مصطلح عام لكل الخزفيات المتكونة من الأطيان والتي لا تستخدم للأغراض التركيبية والتقنية والحرارية.
- الخزف الصيني: يشير إلى القطع الخزفية ذات اللون الأبيض أو العاجي أو الرمادي الفاتح ما بعد الحرق.
- الأوانى الخزفية: يشمل القطع الخزفية المزججة أو الغير مزججة. (المســامية) المصــنعة مــن الأســاس الطينــي وتتضــمن القطــع الفنيــة، ادوات الطــبخ، ادوات الأفران، ادوات المائدة والبلاط.
- الأوانى الخزفية (Earthenware): يشمل القطع السيرامكية المزججة (Glazed)، أو الغير مزججة (المسامية) المصنعة من الأساس الطينى، وتتضمن القطع الفنية، ادوات المطبخ، ادوات الأفران، ادوات المائدة والبلاط.
- الخزف الحجرى (Stoneware): يشمل الخزفات المتزججة (Vitreous) أو القريبة من حالة التزجج (Semivitreous) وتُصنع من الطين النارى الغير حرارى، أو مع الطين مع بعض المواد المساعدة على الصهر (Fluxes) والسيليكا بحيث تصبح المواد المحروقة ذات خصائص تشبه الحالة الأولى. وتطبيقات هذا النوع من في صناعة القطع الفنية والأدوات الكيميائية، لوازم المطبخ، انابيب الصرف (Drainpipe)، بالأضافة إلى ادوات المائدة والبلاط.
- الخزف الصينى (China ware): تشمل المواد الخزفية المتزججة والتي تكون فيها امتصاصية السوائل بعد الحرق صفراو قليلة جداً، ولا تستخدم في تطبيقات الخزف التقنى، لكن تستخدم في القطع الفنية، الأفران، السلع الصحية (Sanitary ware)، وادوات المائدة.
- البورسلين هي الخزفات المزججة، والغير مزججة المتكونة من الطين الصينى (China clay), ورمل الكوارتز، والفلدسبار (Feldspar). ويستخدم البورسيلين في أغراض تقنية مثل كرات المطحنة ذات الكرات (Ball mill)، وحاوية المطحنة، العوازل الكهربية بالأضافة إلى التطبيقات التقليدية الأخرى، وصناعة القطع المقاومة للمحاليل الكيميائية.

2. الخزف الهندسي (Engineering Ceramics):
الخزفات التقليدية ضعيفة بسبب احتواءها على مسامات (Pores) والشقوق (cracks) بالأضافة إلى معامل مرونة صغير بسبب نسبة الأطوار الزجاجية (glassy phases)، لذلك الخزف الهندسي طور جوانب الضعف من خلال الحصول على سيراميكات ذات كثافة تامة مع القليل جداً من الشقوق ومعامل مرونة عالى. في بعض الأحيان يطلق مصطلح الخزف المتقدم (advanced ceramics) على المنتجات الخزفية المستخدمة في التطبيقات المهمة مثل الكهربية، المغناطيسية الضوئية، الكيميائية، الحرارية، الميكانيكية، البيلوجية والنووية.

## الأطيان الخزفية (clays)
تتكون الأطيان بصورة عامة من تحلل الصخور النارية (igneous rocks) مثل الكرانيت (granite), حيت يتكون الكرانيت من تجمد المواد المنصهرة في باطن الأرض والذي يتكون من نسب متساوية من عنصر مايكا البوتاسيوم (potash mica) (K2O.3Al2O3.6SiO.2H2O), والكوارتز (SiO2) والفلدسبارالبوتاسيومى (Potash feldspar) (K2O.AL2O3.6SiO2), ويعتبر الفلدسبار اقل هذه المركبات ثباتاً عندما يتعرض للماء والهواء، ونتيجة تحلل الفلدسبار لفترات زمنية طويلة حيث يذوب (K2O) وجزء من السيليكا ويتحد الباقى مع الماء مكوناً الكاولينايت.
تصنف المعادن الطينية (Clay minerals) إلى الأصناف التالية:
- الكاولينايت (kaolinite):Al2Si2O5(OH)4 أو Al2O3.2SiO2.2H2O .
- المونتمورلونيت (Montmorillonite):(Na,Ca)X (Al,Mg)2 (Si4O10) (OH)2.nH2O .
- الاليت (illite): Al2(Si3.2Al0.8)o10(OH)2k0.8 .

تركيب الكاولينايت:
يعتبر الكاولينايت الصورة النقية لخام الكاولين وصيغته (Al2O3.2SiO2.2H2O)، وخام الكاولين يختوى على أكاسيد أخرى مثل (Na2O, CaO ,Fe2O3، MgO، TiO2,K2O, ……….)، ومكوناته (39.5% Al2O3 ,46.5%SiO2, 14%H2O).
الماء الموجود في البنية التركيبية ليس حراً وإنما يوجد على شكل أ
يونات (OH) مرتبطة بالتركيب البلورى ويدعى ماء التبلور (Lattice water).
التركيب البلورى للكاولينايت عبارة عن صفيحتين لكل طبقة كاولينايت، الأولى صفيخة من السيليكا الرباعية تتكون من ذرتى سيليكون (2Si) مرتبطة بثلاث ذرات أكسجين مكوناً (Si2O3). والثانية هي صفيحة من الالومنيا الثمانية (Alumina octahedral sheet) تتكون من اربع ايونات هايدروكسيد 4(OH) مرتبطة بذرتى أكسجين ويرمز لها Al2(OH)4O2.
تركيب المونتمورلونيت:
الوحدة التركيبية له تتكون من ثلاث صفائح الأولى من من الألومينا الثمانية (Alumina octahedral) محصورة بين صفيختين من السيليكا الرباعية، لذلك هي من صنف 2:1 , ويمكن أن يدخلNa+1 ,Ca+2 ,Mg+2 كبديل عن+3Al في طبقة الالومينا.
تركيب الاليت:
يمتلك ثلاث صفائح تشبه تلك الموجودة في المونتمورلويت وقد يستبدل Al+3 في صفيحة الالومينا بالعنصرMg+2 أوFe+3 .

## الخزف الزجاجى
الخزف ذات التكوين الزجاجى كلياً له خصائص معينة والتي تختلف كلياً عن تلك المعادن، تَذكر أنه عند تبريد المعدن في حالته السائلة، والوصول لنقطة التجمد يتم ترسيب البلورات الصلبة، ولكن عند استخدام مادة زجاجية، حيث يتم تبريد السائل فيصبح أكثر وأكثر لزوجة.لا يوجد نقطة انصهار أو تجمد محددة. وإنما يتحول من الحالة السائلة إلى مادة صلبة من البلاستيك اللين وأخيراً يكون صلد وقصف.وبسبب هذه الخاصية الفريدة يمكن تحويله إلى اشكال بالأضافة إلى إمكانية سباكته (cast)، سحبه (draw), ولفه ويمكن تجهزها بطرق مختلفة مثل المعادن.
السلوك الزجاجى مرتبط بالتركيب الذرى للمادة، إذا انصهر السيليكا النقى (SiO2) معاً، يتكون زجاج يسمى كوارتز (vitreous silica)عند التبريد.
الوحدة الأساسية في بنية الزجاج هي رباعى اوجه السيليكا (silica tetrahedron)، وهي تتكون من ذرة واحدة من السيليكون تحيط بها اربع ذرات أكسجين على بُعد متساوى.
ذرات السيليكون تحتل الفتحات (interstitials) بين ذرات الأكسجين وتشارك أربع إلكترونات التكافؤ مع ذرات الأكسجين من خلال رابطة تساهمية.
ذرة السيليكا لديها اربع إلكترونات تكافؤ وكل ذرة من ذرات الأكسجين لديها إلكترونين تكافؤ، لذلك رباعى أوجه السيليكا لديه اربع إلكترونات تكافؤ لمشاركتهم مع رباعى الأوجه المجاور له، بنية السيليكات يمكن أن ترتبط معا من خلال مشاركة الذرات في ركنين من رباعى الاوجهه SiO2 مما تُشكل سلسلة أو حلقة من الهياكل.
تتكون شبكة سلاسل من رباعى اوجه السيليكا، وفي درجات الحرارة العالية تنزلق بسهولة فوق بعضها البعض عندما يبرد الذوبان، تقل طاقة الذبذبات الحرارية والسلاسل لا تستطيع التحرك بسهولة لذلك تصبح البنية (الهيكل) أكثر جموداً. السيليكا هي أهم مكون أساسي في الزجاج، بينما الأكاسيد الأخرى تُضاف لتغير بعض الخصائص الفيزيائية أو لخفض درجة حرارة الأنصهار.

## خصائص وتطبيقات الخزف الزجاجى
مواد الخزف الزجاجى مُصممة لتكون لديها الخصائص التالية: مقاومة ميكانيكية عالية نسبياً، انخفاض معامل التمدد الحرارى (لتجنب الصدمات الحرارية)، قدرات درجات حرارة مرتفعة نسبياً، عازل كهربى جيد (لتطبيقات تعبئة packaging الإلكترونات)، قدرات بيولوجية عالية. بعض الخزف الزجاجى يُصنع شفاف بصرياً والبعض الأخر غير شفاف.
يمكن أن تكون أكثر السمات المثيرة للأهتمام في هذا النوع من المواد هي سهولة تصنعها، التقنية التقليدية لتشكيل الزجاج يمكن أن تستخدم في الأنتاج الضخم (الكمى).
الخزف الزجاجى يتم تصنيعه تجارياً تحت أسماء تجارية pyroceram ,corningware ,cercor ,and vision . الأستخدامات الأكثر شيوعاً لتلك المواد في الأدوات المقاومة للحرارة، أدوات المائدة، ونوافذ الأفران.وذلك بسبب قدرتهم العالية على مقاومة الصدمات الحرارية. وأيضاً يمكن استخدامها كعوازل كهربية، وفي التسليح المعماري وفي المحولات الحرارية.

## سيراميك السيليكا
كما ذكرنا سابقاً، السيليكا هي وحدة البناء الأساسية لكثير من أنواع الخزف، بالأضافة إلى الزجاج.ولديها تركيب داخلى مكون موحدات هرمية الشكل (رباعى اوجه)، ذرة السيليكون تحيط بها اربع ذرات من الأكسجين.
عندما يتشارك رباعى الأوجه بثلاث ذرات زاويا يتم تكوين طبقات السيليكات (talc, kaolinite clay, mica), والطين (clay) هو المادة الخام الأساسية لمنتجات بناء عديدة مثل الطوب والبلاط. عندما يتشارك رباعى اوجه السيليكا اربع ذرات فإنها تنتج اطار من السيليكات (quartz, tridymite).ويتكون الكوارتز عندما يتم ترتيب رباعى الأوجه بطريقة منتظمة. عند تبريد السيليكا المنصهرة ببطء شديد يتم التبلور عند نقطة التجمد، ولكن إذا تم تبريد السيليكا المنصهرة بسرعة أكبر فإن الزجاج هو المادة الصلبة الناتجة وتكون غير منثظمة الترتيب.
سيراميك السيليكا ينقسم عاداً إلى الناعم أوالخشن (coarse or fine) ووفقاً لأمتصاص المياه والكثافة.

## مركبات الخزف
1-مركب الكربون – كربون: carbon – carbon composite
سيراميك دقيق يتكون من نسيج من الكربون يدعم بألياف كربونية ومركب الكربون – كربون يمكن أن يستخدم كأجزاء من الفرن أو بلاطات مقاومة للحرارة المطوك الفراغ.
2-سيراميكى:
يختص بالخصائص الأساسية للسيراميك أو الخامات أو عملية تصنيع المنتج أو التقانة المستخدمة.
3-الخزف:
منتج غير عضوى غير فلزى أساسي متبلور أساساً مصنع تحت تأثير درجات الحرارة المرتفعة، مفهوم (الخزف) يتضمن منتجات تعتمد على الطين كمادة خام وأيضا على المواد التي تعتمد نموذجيا على اكاسيد النيتريدات، الكربيدات السيلسيدات، البواريد.
4-مكثف سيراميكى: ceramic capacitor
مكثف تكون فيه المادة العازلة سيراميك، على سبيل المثال المكثف ذو الطبقة الخزفية المحيطة، المكثف ذو الطبقات الخزفية المتعددة.
5-الحامل الخزفى للمادة الحفازة: ceramic catalyst carrier
طبقة أساسيا غير متفاعلة لحمل المادة الحفازة، الحامل الخزفى للمادة الحفازة يصنع نمطياً من جدار رقيق له مساحة سطح كبيرة ويستخدم في الاتصال مع المادة السائلة
6-الطلاء الخزفى: ceramic coating
طبقة من أكسيد الخزف و/ أو الخزف اللاأكسيدى ملتصقة بطبقة الأساس، الطلاءات الخزفية تنتج بطرق متعددة على سبيل المثال، الغمس أو الترزيز بالبلازما أو عملية الطلاء بطريقة السول جيل أو عملية الترسيب الفيزيائى للبخار أو الترسيب الكيميائى للبخار، تنقسم الطلاءات الخزفية عادة إلى أغطية سيراميكية رقيقة> 10 ميكرومتر طلاءات سيراميكية سمكية ≥ ميكرومتر.
7-أداة قطع سيراميكية: ceramic cutting tool
أداة للعمليات الآلية تتكون من سيراميك دقيق له مقاومة عالية للبرى وله مقاومة للحرارة، الآلية تشمل أعمال مثل الخراطة والحفر والتغريز.
مرشحات سيراميكية :ceramic filters
تنقسم إلى:
مرشح كهربى: electrical
مرشح يستخدم سيراميك (كهربى / انضغاطى تمددى) ككاشف للذبذبة الكهربية.
مرشح مسامى: porous
مادة سيراميكية مسامية للاستخدام في ترشيح غاز أو سائل.
مقاوم سيراميكى حرارى: ceramic heating resistor
سخان يستفيد من خاصية التوصيل وشبه التوصيل للسيراميكيات.
سيراميك قرص العسل: ceramic honey comb
سيراميك دقيق به ثقوب عديدة ومشكله يشبه نمطياً خلية النحل.سيراميك قرص العسل يستخدم نمطياً كحامل سيراميكى للمادة الحفازة أو مرشح أو في إعادة التوليد في المبادل الحرارى ويصنع نمطياً من (كورديرايت) أو (ماليت) أو (تيتانات الألومنيوم).
موصل أيونى سيراميكى: ceramic ionic conductor
سيراميك كهربى تنتقل فيه الأيونات بواسطة الجهد الكهربى أو التدرج الكيميائى.
مركب ذو نسيج سيراميكى: (CMC, ceramic matrix composite)
سيراميك دقيق مكون من نسيج سيراميكى يحتوى على مدعمات، تكون المدعمات غالباً متصلة على سبيل المثال شعيرات سيراميكية منتشرة في اتجاهات بعدية أو أكثر ولكن هذا المصطلح يستخدم أيضاً للمدعمات غير المتصلة على سبيل المثال ألياف سيراميكية قصيرة أو شعيرات سيراميكية أو صفائح سيراميكية أو حبيبات سيراميكية.
دليل موجى بصرى من الخزف: ceramic optical waveguide
هو دليل موجى بصرى من الخزف مشكل فوق حامل سيراميكى، نمطياً تستخدم بلورات مفردة بصرية من نيوبات الليثيوم (LiNbO3) كحامل سيراميكى.
حساس سيراميكى: ceramic sensor
حساس سيراميكى يستفيد من خواص شبه التوصيل، المغناطيسية والعزل للسيراميك الدقيق.
حامل سيراميكى: ceramic substrate
جسم سيراميكى عبارة عن لوح أو طبقة من مادة يمكن أن يترسب أو يوضع عليها مادة أو مكون أخر نشط أو مفيد.
على سبيل المثال وضع دائرة إلكترونية على لوح سيراميكى من الألومينا (أكسيد الألومنيوم) في عمليات الحفز توزع المادة الحفازة بصورة رقيقة ممتدة على السطح الحامل المسامى ذو المساحة السطحية العالية وذلك الأسباب اقتصادية وتحمى بين الأداء.
مقاوم سيراميكى فولطى التغير: ceramic varistor
مادة سيراميكية لها مقاومة كهربية عالية عند الجهد المنخفض ولكن لها أيضاً موصلية كهربية عالية عند الجهد العالى. يمكن أن يستخدم من أكسيد الزنك للحماية في الدوائر الكهربية.
سرمت: cermet
متراكب يتكون على الأقل من معدن واحد مميز وطور سيراميكى واحد مميز وعادة ما يكون النسبة المئوية للحجم للطور الأخير أكبر من 50٪، الطور الخزفى نمطياً له صلادة عالية ومقاومة حرارية عالية، ومقاومة جيدة للتآكل والطور المعدنى له جساءة جيدة وسلوك لدونة ومرونة جيدة، المصطلح (سرمت) كلمة مختصرة من معدن سيراميكى (ceramic metal), المواد التي تحتوى نمطياً أقل من 50٪ بالحجم من الطور الخزفى تسمى عموماً متراكبات ذو نسيج معدنى.
سيراميك مطلى: coated ceramic
سيراميك مطلي بطبقة أو طبقات متعددة من مادة عضوية أو غير عضوية.
متراكب سيراميكى ذو ألياف متصلة: continous fiber ceramic composite CFCC
متراكب ذو نسيج سيراميكى فيه طور أو أطوار (التدعيم) يتكون من شعيرات أو ألياف أو غزل إما تكون متصلة أو عقد أو أنسجة منسوجة.
كربون شبيه بالماس diamond – like carbon
يتكون من كربون مصنع بعملية ترسيب البخار كيميائياً (CVD), وله صلادة أعلى بكثير من الكربون العادى ولكن أقل من الماس.يستخدم الكربون شبيه الماس نمطياً كمادة طلاء صلدة لأدوات القطع أو أسطوانات الذاكرة.
سيراميك العزل الكهربى ceramic dielectric
سيراميك كهربى له خواص عزل كهربى يمكن التحكم فيها.
متراكب ذو نسيج سيراميكى مدعم بألياف متصلة discontinues fiber reinforced ceramic composite
متراكب ذو نسيج سيراميكى مدعم بألياف مقطعة.
سيراميك مشع أشعة تحت حمراء بعيدة Far –infrared radiative ceramic
سيراميك دقيق له خواص محددة ليشع أشعة تحت حمراء بعيدة، الخزف المشع أشعة تحت حمراء بعيدة يستخدم نمطياً كسخانات في التطبيقات الصناعية والمنزلية.
الفريت Ferrite
سيراميك دقيق ذو خواص حديدية مغناطيسية يحتوى على أكسيد الحديديك كمكون رئيسى.
يستخدم الخزف المغناطيسى كمرادف للفريت ولكن محاط أيضاً بمواد لا تحتوى على أكسيد.
سيراميك فيروكهربى
سيراميك كهربى مستقطب لاخطياً غالباً بمستوى عالى من النفاذية الكهربية مبدياً تخلفاً للآثار المغناطيسية في التغيرات لاستقطاب العوازل كدالة لقوة المجال الكهربى واعتماد درجة الحرارة على النفاذية الكهربية.
الاستقطاب يؤدى إلى تغير أبعاد العازل في المجال الكهربى وكهربية تمددية انضغاطية وكهربية حرارية و/ أو خواص بصرية كهربية التي تختفى أعلى من درجة حرارة التحول أو درجة حرارة كورى.
سيراميك وظيفى functional ceramic
سيراميك دقيق توظف خواصة الذاتية في عمل وظيفة فعالة، على سبيل المثال الموصل الألكترونى أو الأيونى : مركب ذو وظيفة (حس) مغناطيسى أو كيميائى أو ميكانيكى.
سيراميك مرتب وظيفية functionally graded ceramic
سيراميك دقيق تتغير خواصه بشكل متعهد من منطقة إلى أخرى خلال التحكم الفراعى في التركيب و/ أو البنية الدقيقة.
سيراميك زجاجى glass – ceramic
سيراميك دقيق مشتق من كتلة زجاجية أو مسحوق زجاجى وذلك بالتحكم في إزالة التزجج، يعالج الزجاج حرارياً لأحداث كمية جوهرية من التبلور على مقياس دقيق.
فريت صلد hard - ferrite
فريت له تباين مغناطيسى قوى وقهرية مغناطيسية عالية، على سبيل المثال : يستخدم سداسى فريت الباريوم كمغناطيسيات دائمة في مكبرات الصوت ويستخدم سداسى فريت الأسترنشيوم كشرائح كمغناطيس دائم في المحركات الكهربية.
موصل فائق التوصيل عند درجة الحرارة العالية high – temperature super conductor
سيراميك فائق التوصيل، له خواص توصيلية فائقة عند درجات الحرارة أعلى في 77 كلفن (نقطة غليان النيتروجين السائل)، الخزف فائق التوصيل يشمل نموذجياً مجموعة معينة من أكاسيد النحاس والعناصر الأرضية النادرة والباريوم والأسترنشيوم والكالسيوم والثاليوم و/ أو الزئبق.
متراكب ذو نسيج سيراميكى مقوى في مستوى ثنائى الأبعاد In – plane reinforced (2D) ceramic matrix composite
متراكب ذو نسيج سيراميكى به تقوية متصلة بشكل أساسي في اتجاهين، مادة التقوية المثالية تشمل شعيرات سيراميكية.
سيراميك قابل للتشغيل اللآلى machinable ceramic
سيراميك بعد التصلب الأخير والمعالجة الحرارية يمكن ضبط أبعاده آلياً للحد من التفاوتات باستخدام أدوات معدنية صلبة تقليدية أو أدوات جلخ، على سبيل المثال نيتريد البورون والخزفيات الزجاجية والألومينا المسامية.التلك المعدنى الطبيعى والبيروفليت المصنع آلياً والمعالج حرارياً يشار إليه أحياناً كسيراميك قابل للتشغيل الآلى.
سيراميك مغطى بفلز metalized ceramic
منتج سيراميك دقيق مغطى بطبقة فلزية متماسكة سائدة ملتصقة بإحكام على سطحة، عمليات تطبيق الفلز تتضمن الطلاء بالطبع والترسيب الألكتروليتى والترسيب البخارى الفيزيائى، يجرى تطبيق الفلز لتعديل محدد في خواص السطح أو الإنتاج طبقة بينيه لتعجيل تكوين رابطة متكاملة عالية الترابط مع مادة أخرى (غالباً فلزية).
سيراميك أحادى النوعية monolithic ceramic
سيراميك دقيق يحدث له تصلب أثناء التلبيد للحصول على بنية دقيقة تتكون بشكل أثناء التلبيد للحصول على بنية دقيقة تتكون بشكل سائد من حبيبات سيراميكية في طور أو أكثر وتكون متجانسة التوزيع على مقياس صغير بالمقارنة بأبعاد الجزء كله، يشمل هذا التعريف الأجزاء الخزفية ذات المسامية المنخفضة أو المتوسطة في حين تستبعد متراكبات النسيج الخزفى التي تحتوى على شعيرات، يمكن أن تكون أطوار ثانوية غير سيراميكية.
متراكب ذو نسيج سيراميكى متعدد الاتجاهات 
متراكب ذو نسيج سيراميكى ذو تدعيم متصل ينتشر فراغياً في ثلاث اتجاهات على الأقل، التدعيم يتكون نمطياً من شعيرات سيراميكية.

## التشوهات في الخزف

Ceramic fractured SEM

تشمل تشوهات بللورات الخزف العيوب النقطية والشوائب كما في المعادن، ولكن في الخزف فإن تكوّن العيوب يعتمد بدرجة كبيرة على حالة تعادل الشحنات حيث أن تكوّن مناطق من الشحنات غير المتعادلة يتطلب استخدام قدر كبير من الطاقة. ففي البللورات الأيونية تؤدي الشحنات غير المتعادلة إلي حدوث عيوب تأتي كأزواج من الأيونات بشحنات مختلفة أو كمجموعة من العيوب النقطية المتقاربة يكون مجموع شحناتها متعادلا، وتشمل العيوب ذات الشحنات المتعادلة عيوب فرنكل وسكوتي “Frenkel and Schottky”.
و تنشأ عيوب فرنكل عندما تتحرك ذرة إحدى الشوائب قريبا من موقع بينيي خارج الوحدة البنائية للسيراميك مكوّنة فراغا-بينيا يشمل زوج من الأيونات موجبة الشحنة. أما عيب سكوتي فهو فراغ مكون من أيونا موجب الشحنة وآخر سالب الشحنة، ويحدث هذا العيب عندما تترك ذرة إحدى الشوائب موقعها وتتحرك نحو السطح مكونة زوجا من الفراغات.
أحيانا يتم تغيير طفيف في التركيب الكيميائي للوصول إلى شحنة ذرية متعادلة بصورة أفضل. وتسمى المواد الصلبة ذات التركيب الكيميائي المحدد مثل ثاني أكسيد السيلكون SiO2 بالمركبات الإستايومترية. وغالبا ما يتربط وجود العيوب النقطية في المواد الصلبة بوجود تركيب كيميائي غير محدد بدقة نقص لإستايومترية، ومصدر مثل هذه الحالة في ثاني أكسيد السيلكون SiO2 هو وجود فراغات من الأيونات سالبة الشحنة.
و إضافة شوائب ذرية إلى الشبكة البللورية محتمل حين يكون من الممكن الحفاظ على الشحنة كما في حالة إضافة شوائب سالبة الشحنة كبديل لأيون سالب الشحنة في الشبكة البللورية، ويحدث ذلك غالبا عند تماثل أقطار الأيونات مما يؤدي إلى تقليل الطاقة اللازمة لتحوير الشبكة البللورية. وتظهر العيوب إذا كانت شحنة الشائبة غير متعادلة.

## الصناعة الحديثة

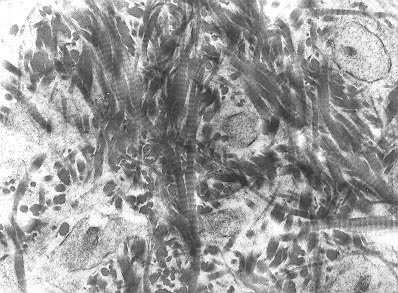
ألياف الكولاجين في نسيج العظام

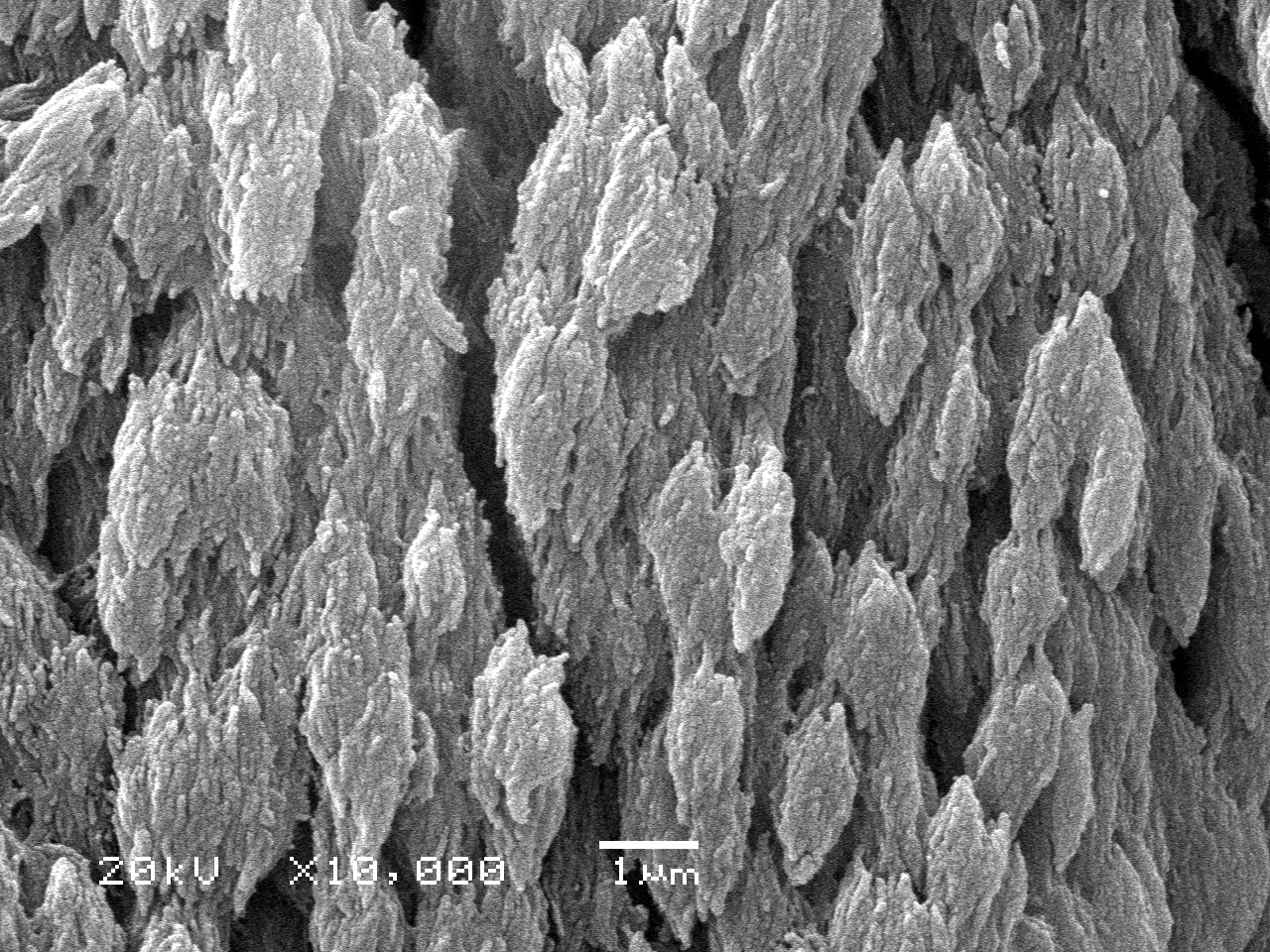
SEM 10,000x magnification image of crystalline bone mineral.

وتستمر التطبيقات لتتوسع لتشمل تطوير الباحثين لأنواع جديده من الخزف لخدمه وتلبيه أغراض مختلفه. يستخدم ثاني اكسيد الزكونيوم في صناعه السكاكين ليصبح نصل السكين الخزفى حاد لفترة أطول من السكين الصلب على الرغم من انه أكثر صلاده ويمكن ان يقطع«يقطم» عند سقوطه على سطح صلب.الخزف مثل الالومنيوم وكربيد البورون وكربيد السيليكون يستخدموا في صناعه السترات الواقيه من الرصاص لصد طلقات الرصاص ذات العيار الثقيل، وتعرف هذه الصفائح ب «الأيادى الصغيرة للحماية», والمواد المشابهة لتلك تستخدم في صناعه قمرات القيادة لبعض الطائرات العسكرية وذلك بسبب قلوزن المادة. نيتريد السيلكون يستخدم في صناعه «الكرات الخزفيه» لأن صلابتهم العالية تعنى انهم اقل عرضه للتآكل واقل عرضه للتشكيل والتشوه عند وجود الاحمال وذلك يعنى قدرتهم السريعة على التلف.في تطبيقات السرعات العالية، يمكن للحراره المتولده بالاحتكاك خلال الدوران ان تسبب مشاكل في الكرات المعدنية وتلك المشاكل تقل باستخدام الخزف.الخزف لديه مقاومه كيميائيه فيمكن استخدامه في الأجواء الرطبة التي قد تصدأ فيها كرات الصلب.العيب الرئيسى لاستخدام الخزف هو ان تكلفته اغلى بكثير من التكلفة العادية.
- في بدايات العام 1980, قامت شركه تويوتا باجراء ابحاث على المحركات الخزفيه الثابتة حراريا التي يمكنها ان تعمل في درجات الحرارة العالية والتي تكون أعلى من «6000 درجه فرينهايت» التي تكافئ «3300 درجه سيلزيزس».

المحركات الخزفيه لا تحتاج إلى نظام تبريد كما في المحركات الأخرى ومن هنا ياتى الانخفاض الكبير الملحوظ في الوزن مقارنه بالمحركات الأخرى وبذلك نجد كفاءه استهلاك الوقود في المحركات الخزفيه.ونلاحظ ان استهلاك الوقود في المحرك الخزفى يصبح أعلى في درجات الحرارة العالية.
وفي المحركات المعدنية التقليدية، أغلب الطاقة المستهلكه من الوقود يجب أن تبدد في صوره نفايات حراريه لتجنب انهيار الاجزاء المعدنية للمحرك.وعلى الرغم من توافر تلك الخصائص المرغوب فيها والمطلوبه فمثل هذه المحركات غير مطلوبه وذات إنتاجيه منخفضه، لأن تصنيع تلك الاجزاء الخزفيه بهذه الدقة والمتانة المطلوبة امر صعب للغايه.والعيوب في تصنيع الخزف والتي تظهر أثناء استخدامه تؤدى إلى حدوث شروخ التي قد تؤدى إلى انهيار بالمعدات.
في الوقت الراهن حدث تطورات عديده في صناعه الخزف والتي تشمل الخزف الحيوي«البيولوجى» والذي يستخدم في عمليات شتى مثل عمليه زراعه الأسنان وعمليه زراعه العظام الصناعية.
«الهيروكسابيتك» والذي يعتبر المكون الاساى الطبيعى في تكوين الخلايا العظميه قد تم تحضيره بشكل اصطناعى من عدد من المصادر الطبيعية والكيميائيه ويمكن تشكيله في صوره مواد خزفيه.
ونلاحظ ان عمليه زرع العظام طبقت عن طريق العديد من تلك المواد البسيطة التي ترتبط بسهوله مع العظام والأنسجة الأخرى الموجودة بداخل الأجسام بدون تواجد أي رفض من الأجسام أو ظهور التهابات داخليه، ولهذا السبب فنحن نلاحظ ان هذه المواد تعتبر من اعظم الفوائد والمستجدات المتقدمة في عالم الجينات وهندسه الانسجه الدعاميه.
أغلب الخزف «هيدروكسى الابتيت» يكون مسامى ويفتقر إلى القوى الميكانيكية بدرجه عاليه وملحوظه ويستخدم في تغطيه اجة زه العظام المعدنية وذلك للمساعد على ربط العظام أو حشو وملء العظام، وهو أيضا يستخدم كحشو في المسامير البلاستيكيه للعظام وذلك للمساعده على تقليل الالتهاب وزياده امتصاص تلك المواد البلاستيكيه.

## تطبيقات الخزف
يستخدم الخزف في كثير من التطبيقات منها فوهات المواقد والسترات الباليستية (المضادة للرصاص) وكرات قنابل الوقود اليورانيم النووية وزرع الأعضاء مثل العظام الصناعية وريش مراوح محركات الطائرات ومقدمات القذائف.
ومعظم هذه المنتجات مصنوعة من مواد أخرى غير الصلصال الطيني فهي تحتاج لمواد ذات خواص فيزيائية وميكانيكية خاصة لتتحمل القوى المؤثرة عليها وظروف تشغيلها.من هذه المواد :
الاوكسيدات :
مثل أكسيد السيليكون، السليكاو أكسيدالألمونيوم، الالومينا وأكسيد الزيركنيوم، الزيركونيا.
الغير متاكسدات :
مثل الكاربيدات والبوريدات النيتريدات والسيليسيدات.
المواد المؤلفة :
جسيمات مقواه من تركيبات اوكسيدات ولا اوكسيدات مثل البوليمرات
يستخدم الخزف أيضًا في كثير من الصناعات التكنولوجية الحديثة جدا مثل البلاطات المستخدمة في المكوك الفضائي الأمريكي فـأرضه تحتاج للحماية القصوى وفي الطائرات التي تسير بسرعة فوق صوتية لحمايتها من الحرارة الشديدة وتستخدم كثيرا أيضًا في الضوئيات والإلكترونيات.بالإضافة لكل هذه التطبيقات والاستخدامات فـالخزف يستخدم كطلاء في الكثير من الأحيان فهو يستخدم كطلاء للمحامل (كراسي التحميل على هياكل التايتنيوم المستخدمة في بناء الطائرات.
مؤخراً تتم دراسة الكريستالات ذات التشكيل البلوري الواحد والألياف الزجاجية ودراسة الكريستالات ذات التشكيلة البلورية المتعددة وتطبيقاتها الكثيرة والمتعددة التي أصبحت متداخلة ومتغيرة بشكل سريع جدا نتيجة للتطور التكنولوجي السريع.
ويعتبر السبب الأساسي في استخدام هذه المواد في كثير من التطبيقات هي سهولة تصنيعها وانها ذات قدرات ميكانيكية وفيزيائية وبيولوجية جيدة وانخفاض معامل التمدد الحراري)لتجنب الصدمات الحرارية (وأن يمكن تصنيع أنواع منها شفافة تستخدم في تطبيقات البصريات ومن الاستخدامات الأكثر شيوعا جميع الأدوات المقاومة للحرارة وال كثير من أدوات المائدة ونوافذ الافران وفي التسليح المعماري والمحولات الحرارية.
يمكن أيضًا تقسيم التطبيقات إلى:
تطبيقات الطيران:
- المحركات: تمنع تلف محرك الطائرة في درجات الحرارة المرتفعة نتيجة التشغيل.
- هياكل الطائرات: يستخدم كمادة تتحمل درجات الحرارة العالية والاحمال العالية.
- المكوكات الفضائية: في البلاطات كما ذكرنا من قبل.
- دروع الحطام الفضائي البالستية: الياف الخزف التي تكون نسيج واقي من الرصاص خفيف في الوزن ويتحمل سرعات طلقات أعلى من نسيج الالمينيوم.
- فوهات الصواريخ: فـالخزف يتحمل درجات حرارة عالية ولا ينكسرعند الاحتكاك بـطبقات الغلاف الجوي.
الطب الحيوي:
- العظام الصناعية والأسنان الصناعية وتطبيقات طب الأسنان.
- التحلل البيولوجي للأركان.
- جبـائرالعظام القابلة للتحلل البيولوجي أو الحيوي لمعالجة أمراض تصيب العظام مثل نخر العظام.
- مواد زراعة وتثبيت العظام في جسم الإنسان.
الإلكترونيات:
- المكثفات.
- الدوائر الإلكترونية المتكاملة.
- محولات الطاقة.
- العوازل : نظرا للتكوين الكريستالي لهذه المواد فـهي تعتبر عازلا جيدا للكهرباء.
- الضوئيات.
- الألياف الضوئية.
- مكبرات أشعة اللايزر.
- العدسات.
- أجهزة الكشف الحرارية بالاشعة تحت الحمراء.
السيارات:
- هياكل السيارات: طلاءات السيرامايك الخاصة بحماية طبقة الطلاء لهياكل السيارات.
- محرك السيارت: طلاءات السيراميك المستخدمة في حماية المحركات.
- الدرع الحراري (طبقة للحماية من الحرارة العالية).
- إدارة حرارة العادم وهي تقليل الاثار السلبية لعملية الحرق الداخلي في محرك الاحتراق الداخلي عن طريق منع خروج الحرارة النابعة من عملية الاحتراق من السيارة.

## المواد الحيوية
تعتبرعملية خلط المواد بالسيليكون في عالم العلوم البيولوجية المتطورة ومن الغريب وجود مثل هذه المواد في كائنات كثيرة مثل النباتات والحيوانات وحتى الكائنات أحادية الخلية، والظروف البيئية التي تحوي متل هذه الكائنات تظهر خواص فيزيائية استثنائية (متانة وصلابة ومقاومة للكسر) ونتيجة لهذه الخواص تتشكل هياكل هرمية على المقياس المجهري التي تكون بناء كريستالي على مدى واسع.
وتحت ظروف حيادية الأس الهيدروجيني PH ودرجات حرارة منخفضة (من 0 إلى Cº 40) يعتبر تكون المعادن إما
إن معظم المواد البيولوجية الطبيعية هي مركبات معقدة للغاية فـإن لها خواص ميكانيكية تصل جيدة جدا بالنسبة إلى كونها مكونة في الأصل من مواد بسيطة، وبالرغم من بساطة تكوينها فـإن هذه الهياكل الكريستالية التي تطورت على مدار ملايين السنوات ألهمت العلماء لتطويرمواد لتكون مثلها في خواصها الميكانيكية والفيزيائية عالية الأداء التي تتكيف مع الجسم في مختلف الظروف، وإن هذه المواد المصنعة في تطوير مستمر للوصول بها إلى خواص مشابهة لخواص المواد الطبيعية.
إن كتل إنشاء هذه المواد الأساسية تبدأ بـ 20 وحدة من الأحماض الامينية وتكتمل إلى ان تصبح ببتيدات (peptides) وبوليساكشريدات (polysaccharides) وبولي بيبتاد-ساكشريد (polypeptides–saccharides) وتعتبر هذه المركبات المركب الأساسي البروتينات والتي هناك أكثر من 1000 نوع منها والتي هي أساس أنسجة المواد البيولوجية الحيوية.
وهذه المواد في حالتها هذه تكون في طور المواد اللدنة ولتقويتها أحيانا يضاف إليها المعادن الكريستالية لتنقلها إلى طور المادة الجامدة التي يميزها حجم كرستالاتها وترتيبهم.
و من أهم الأطوارالناتجة من المعادن المضافة إلى المواد اللدنة هي: الهيدروكسياباتيت hydroxyapatite والسيليكا silica والاراجونيت aragonite.
باستخدام تصنيف وجست وأشبي Wegst & Ashby فالخواص الميكانيكية والتركيب الكريستالي للسيراميك الحيوي والبوليمرات والايلاستومرات وكل مثل هذه المواد يتم ملاحظتها واختبارها وبـحث الدائم لتطويرها وكشف العلاقة بين تكوينهم المجهري وخواصهم الميكانيكية.
إن الأبحاث المعاصرة في مجال المواد الحيوية تشيد باستخدام الكولاجين collagen والشيتن chitin والكيراتين keratin والايلاستين elastin لأنه تم تطويرها بشكل كبير في الآونة الأخيرة.

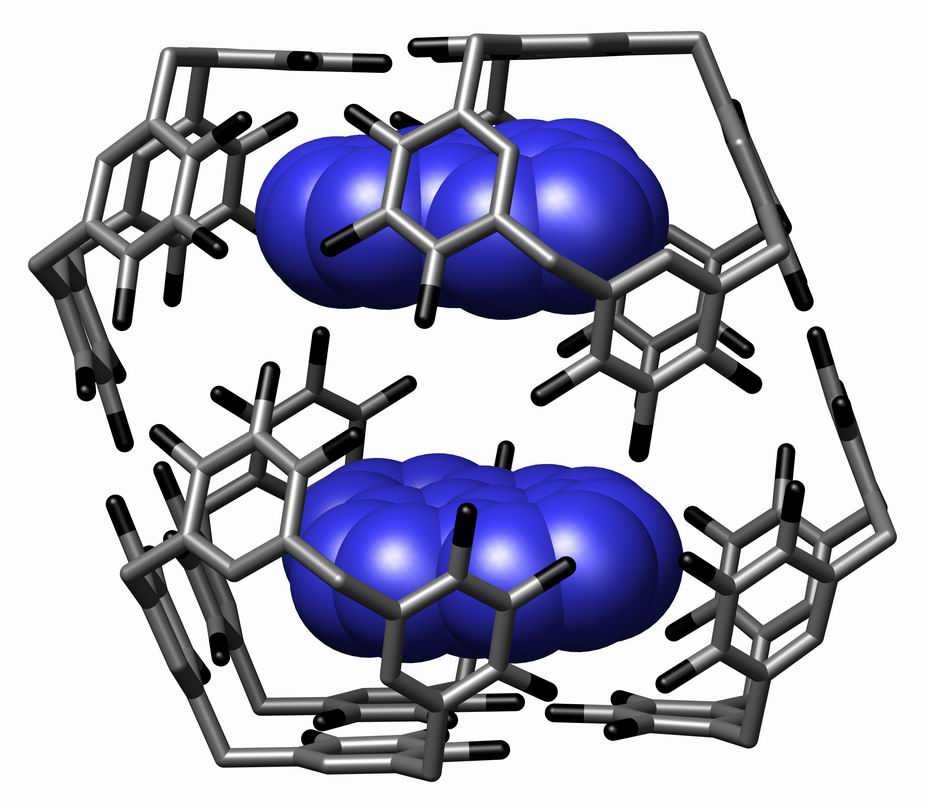
صورة لتجميع فائق للجزيئات

## وصلات خارجية
- العوادي لتجارة الخزف